# Aaron Brown
Aaron Brown (n. 27 mai 1992, Toronto, Ontario, Canada) este un atlet ce a reprezentat Canada, medaliat olimpic. A participat la patru ediții ale Jocurilor Olimpice (2012, 2016, 2020, 2024) în care a câștigat o medalie de aur, o medalie de argint și o medalie de bronz în proba de 4x100 de metri.

## Palmares
| An   | Competiție                              | Locație                  | Loc | Eveniment | Note    |
| ---- | --------------------------------------- | ------------------------ | --- | --------- | ------- |
| 2009 | Campionatul Mondial de Juniori (sub 18) | Bressanone, Italia       | 2   | 100 m     | 10,74   |
| 2010 | Campionatul Mondial de Juniori          | Moncton, Canada          | 5   | 100 m     | 10,48   |
| 2010 | Campionatul Mondial de Juniori          | Moncton, Canada          | 3   | 200 m     | 21,00   |
| 2012 | Jocurile Olimpice                       | Londra, Marea Britanie   | 9   | 200 m     | 20,42   |
| 2013 | Campionatul Mondial                     | Moscova, Rusia           | 13  | 100 m     | 10,15   |
| 2013 | Campionatul Mondial                     | Moscova, Rusia           | 3   | 4×100 m   | 37,92   |
| 2015 | Ștafetele Mondiale                      | Nassau, Bahamas          | –   | 4×100 m   | DS      |
| 2015 | Ștafetele Mondiale                      | Nassau, Bahamas          | –   | 4×200 m   | DS      |
| 2015 | Jocurile Panamericane                   | Toronto, Canada          | 8   | 4×100 m   | DS      |
| 2015 | Campionatul Mondial                     | Beijing, China           | 17  | 100 m     | 10,15   |
| 2015 | Campionatul Mondial                     | Beijing, China           | 27  | 200 m     | 20,43   |
| 2015 | Campionatul Mondial                     | Beijing, China           | 3   | 4×100 m   | 38,13   |
| 2016 | Jocurile Olimpice                       | Rio de Janeiro, Brazilia | 31  | 100 m     | 10,24   |
| 2016 | Jocurile Olimpice                       | Rio de Janeiro, Brazilia | 16  | 200 m     | 20,37   |
| 2016 | Jocurile Olimpice                       | Rio de Janeiro, Brazilia | 3   | 4×100 m   | 37,64   |
| 2017 | Ștafetele Mondiale                      | Nassau, Bahamas          | 8   | 4×100 m   | NT      |
| 2017 | Ștafetele Mondiale                      | Nassau, Bahamas          | 1   | 4×200 m   | 1:19,42 |
| 2017 | Campionatul Mondial                     | Londra, Marea Britanie   | –   | 200 m     | DS      |
| 2017 | Campionatul Mondial                     | Londra, Marea Britanie   | 6   | 4×100 m   | 38,59   |
| 2019 | Ștafetele Mondiale                      | Yokohama, Japonia        | 11  | 4×100 m   | 38,76   |
| 2019 | Campionatul Mondial                     | Doha, Qatar              | 8   | 100 m     | 10,08   |
| 2019 | Campionatul Mondial                     | Doha, Qatar              | 6   | 200 m     | 20,10   |
| 2019 | Campionatul Mondial                     | Doha, Qatar              | 9   | 4×100 m   | 37,91   |
| 2021 | Jocurile Olimpice                       | Tokio, Japonia           | 6   | 200 m     | 20,20   |
| 2021 | Jocurile Olimpice                       | Tokio, Japonia           | 2   | 4×100 m   | 37,70   |
| 2022 | Campionatul Mondial                     | Eugene, Statele Unite    | 8   | 100 m     | 10,07   |
| 2022 | Campionatul Mondial                     | Eugene, Statele Unite    | 7   | 200 m     | 20,18   |
| 2022 | Campionatul Mondial                     | Eugene, Statele Unite    | 1   | 4×100 m   | 37,48   |
| 2023 | Campionatul Mondial                     | Budapesta, Ungaria       | 24  | 200 m     | DS      |
| 2023 | Campionatul Mondial                     | Budapesta, Ungaria       | 10  | 4x100 m   | 38,25   |
| 2024 | Ștafetele Mondiale                      | Nassau, Bahamas          | 2   | 4x100 m   | 37,89   |
| 2024 | Jocurile Olimpice                       | Paris, Franța            | –   | 100 m     | DS      |
| 2024 | Jocurile Olimpice                       | Paris, Franța            | 15  | 200 m     | 20,57   |
| 2024 | Jocurile Olimpice                       | Paris, Franța            | 1   | 4×100 m   | 37,50   |